# لوسیانو اگنولین
لوسیانو اگنولین (انگلیسی: Luciano Agnolín; ۲۰ اکتبر ۱۹۱۵ – ۱۵ اکتبر ۱۹۸۶ (Aged 70)) بازیکن فوتبال اهل آرژانتین بود.
از باشگاه‌هایی که در آن بازی کرده‌است می‌توان به باشگاه فوتبال اتلتیکو تیگره و باشگاه فوتبال دانوبیو اشاره کرد.